# Neobrettus tibialis
Neobrettus tibialis är en spindelart som först beskrevs av Prószynski 1978.  Neobrettus tibialis ingår i släktet Neobrettus och familjen hoppspindlar. Inga underarter finns listade i Catalogue of Life.